# ジークフリート線

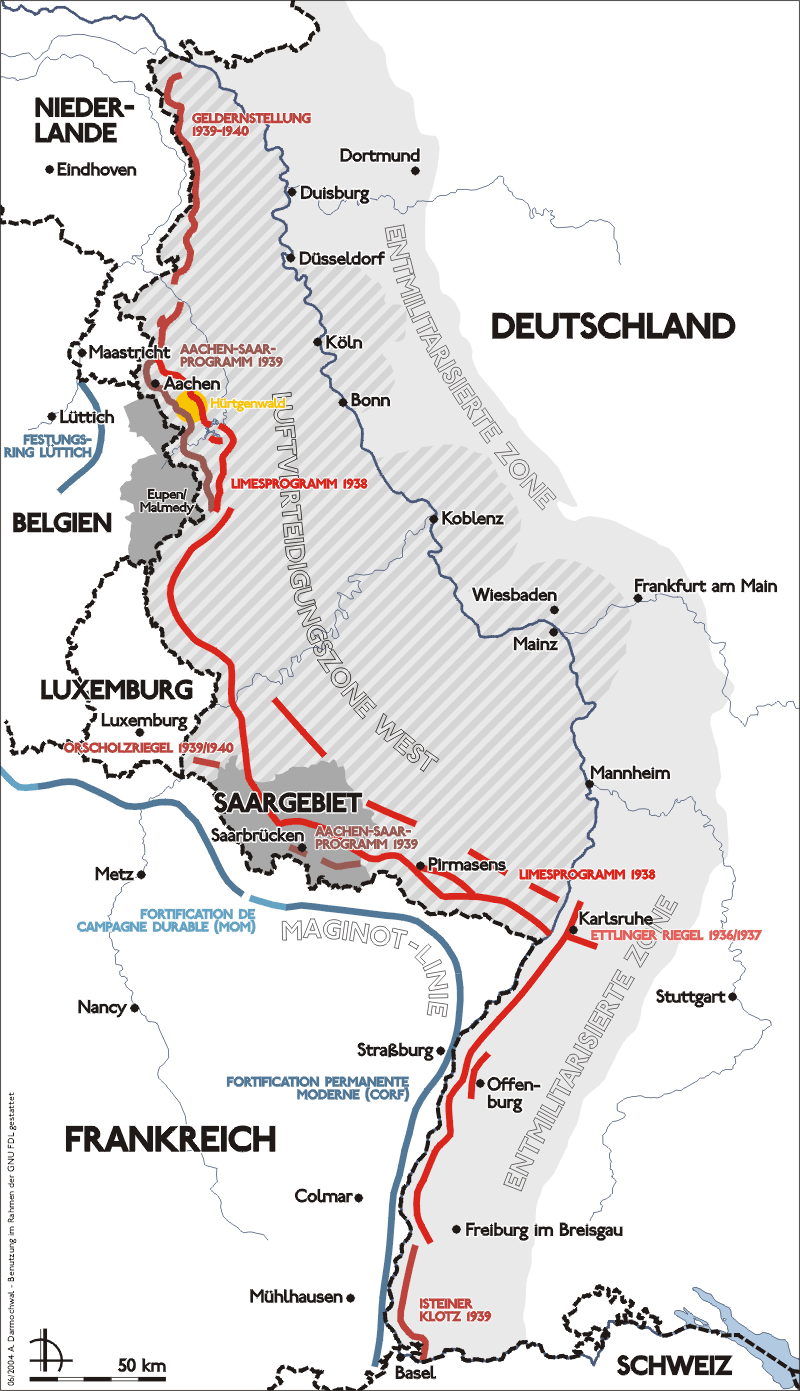
ジークフリート線の敷設図 ジークフリート線（赤）は特に南部においてはマジノ線（青）と10km程度の間隔で向き合っていた。マジノ線と比べると、一部欠けている部分や二重になっている部分が目立つ。

ジークフリート線（ジークフリートせん、独: Siegfried-Linie）または、西方の壁（せいほうのかべ、独: Westwall）は、1930年代後半にドイツのフランス国境地帯を中心に構築されたドイツの対フランス要塞線。第一次世界大戦中に構築された防衛線（ヒンデンブルク線）に端を発する。ドイツの伝説上の英雄ジークフリートの名を冠してジークフリート線と呼ばれた。
バーゼル（ドイツ・フランス・スイス三角点国境の街）付近からアーヘン（ベルギー国境の街）まで続く。第二次世界大戦勃発後には対オランダ国境まで延伸され、その全長は約630kmに及んだ。

## 沿革
ヴェルサイユ条約やロカルノ条約を次々と破棄して再軍備を宣言したアドルフ・ヒトラーは、対フランス防衛戦略の一環として要塞線の築造を命じた。これを受けて設立された「トート機関」は、その長で道路総監のフリッツ・トートの指揮の下、50万人に及ぶ人員を動員。1938年から1939年までの短期間で要塞線を完成させ、これに先立って築造されていたフランスのマジノ線と対峙した。しかし、第二次世界大戦末期には各地で連合国軍に突破された。戦争終結後は、多くの要塞が爆破処理され、廃墟となった。

## 構造

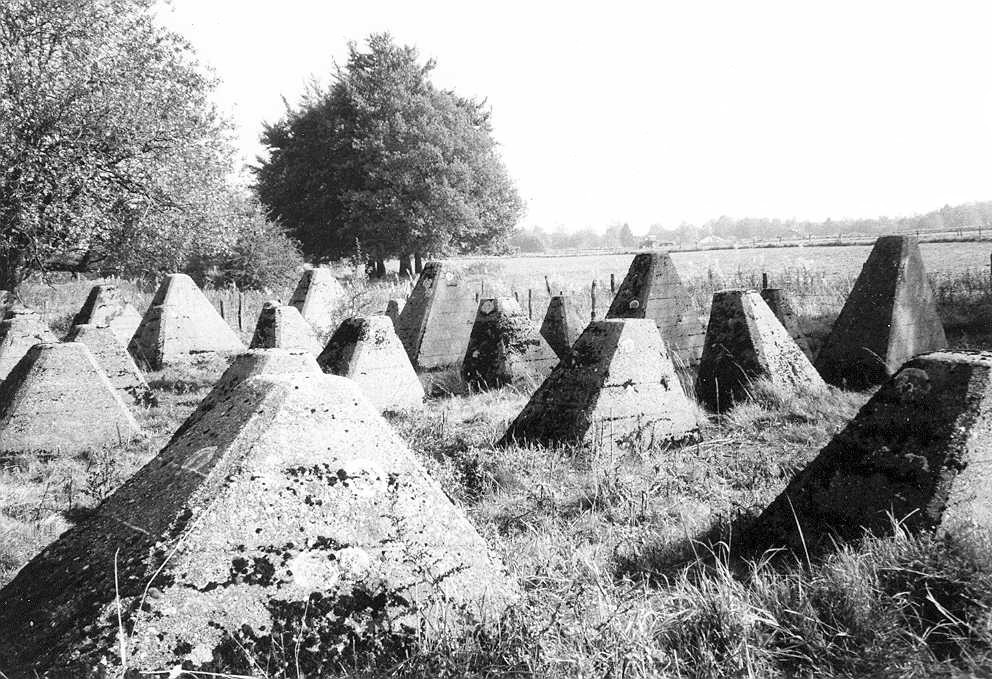
コンクリート製の対戦車用障害物「竜の歯」。アーヘン近郊のもの

第一次世界大戦の経験から、毒ガスに対する防護設備を設けられた。また、対戦車用障害物として高さ1.2mの四角錐形の鉄筋コンクリートブロック群、通称「竜の歯」を配置した。18,000を超える掩蔽壕や、長期戦に備えた自家発電装置を備えていたが、マジノ線に比べると見劣りするものであった。

## 名称

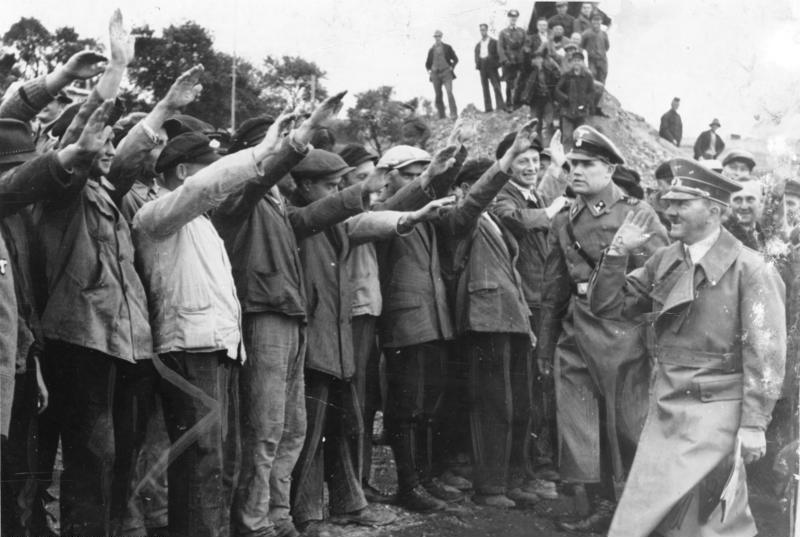
西方の壁の建設にあたる労働者を激励するヒトラー（1938年10月）

ドイツにおいては「ヴェストヴァル（Westwall, 西方の壁）」の名称でも知られる。この名称がいつから用いられたかは定かではないが、1938年の終わり頃から大衆向けのプロパガンダとして使われたというのが最も可能性が高い。
当初、ナチ党はあまりこの用語を用いなかったが、ヒトラーが1939年5月20日の布告で「西方の壁（Westwall）の将兵および労働者に対する本日の指令」と銘打ったので、この名前が1939年中頃から一般に知られるようになった。
それまでは、この防御線の公式名は「リーメス計画」(Limesprogramm) だった。この名は、その当時ちょうど終了したばかりの、上ドイツ及びラエティアの古代ローマ城壁跡 (リーメス Limes) で行われていた考古学調査を思わせるために選ばれた、大規模工事の真の目的を意図的に誤解させやすくした偽名だった。

## 1938年から1940年の建設計画
ジークフリート線の建設はいくつかの段階に分かれていた。
- 最前線における国境監視計画（先発工兵計画）（1938年）
- リーメス計画（1938年）
- アーヘン・ザール計画（1939年）
- ブルッゲン～クレーヴェ間のゲルデルン砲兵陣地（1939年 - 1940年）
- 西部防空域（1938年）

これらの計画は、いずれも利用可能なあらゆる資源を使用して最優先で推進された。

### 基本構造
各建設計画の最初には、基本的な構造プロトタイプが製図され、それから建設された。掩蔽壕（いわゆるピルボックス）および対戦車壕をこうして標準化することは、原材料、輸送手段および労働者の不足のために必要だった。建設要員は何千人にも上ることがあった。

### 先発工兵計画
先発工兵計画の主要部分においては、正面に3つの装甲板付き銃眼を備えた小さな掩蔽壕が設置された。壁は厚さわずか50cmで、毒ガスからの保護は考慮されていなかった。そこに配置された兵士は自分のベッドを用意されておらず、ハンモックで間に合わせなければならなかった。露出した陣地では、屋根に装甲付きの丸い小さな「見張り台」がついた同様の小さな掩蔽壕が組み立てられた。これらの構造はどれも、せいぜい爆弾と手投げ弾による榴弾破片からの保護しか考えられていない、既に時代遅れなものだった。
この計画は国境警備軍（Grenzwacht）（ライン地方で活動した再軍備直後の小規模部隊）によって実行された。掩蔽壕は国境の近くに設置された。

### リーメス計画

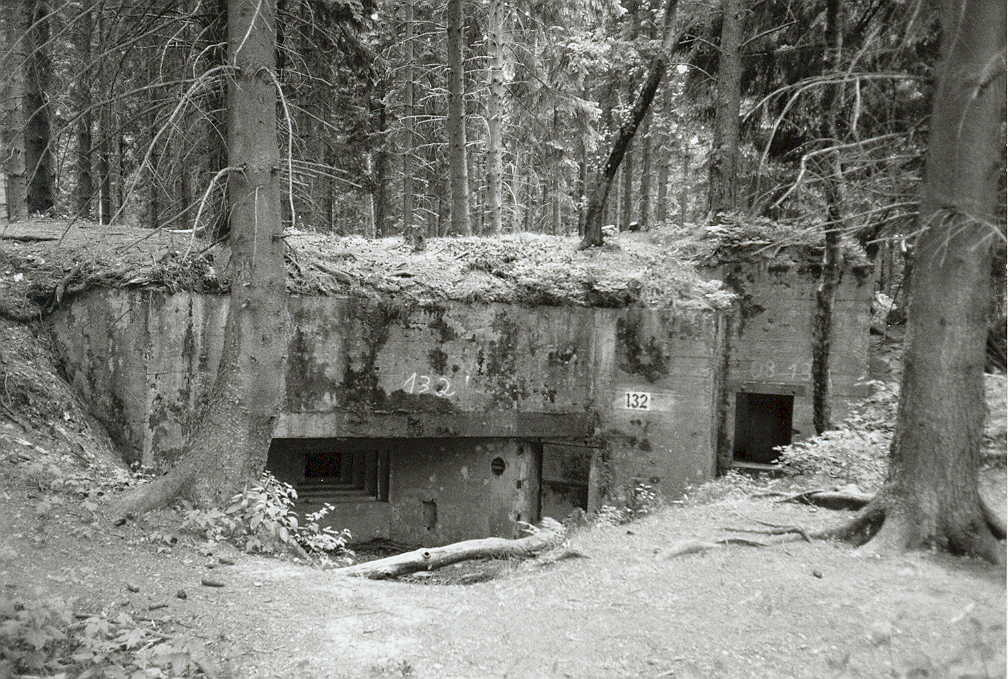
リーメス計画によって建設された掩蔽壕

リーメス計画は、西部のドイツ国境の要塞陣地を強化するべくヒトラーによる命令で始まった。1938年に始まったこの計画で建設された掩蔽壕は、より強靭に構築された。この計画による10型掩蔽壕用の枠組みは、構築するために一個あたりおよそ20人／年の労力を要し、コンクリート約287m3を必要とした。これはアパートの小さなブロックのために必要とされる量に非常に近い。
こうした掩蔽壕は厚さ1.5mの天井および壁を持っていたが、建設が終了する前にさえ、これでは全く不十分であることが判明した。合計3,471個の10型掩蔽壕が、ジークフリート線の全長に渡って構築された。掩蔽壕は中央の部屋、または10～12人のための入り口付き退避壕、後面に向いた段差付き銃眼および50cm高い戦闘区画を持っていた。この区画は、機関銃のための正面および側面の銃眼、および個別の入口を持っていた。カービン銃のためのより多くの銃眼が設置されていた。また、全構造は第一次世界大戦の経験に基づいて、毒ガスに対して安全なように構築された。
掩蔽壕は安全ストーブで暖房され、外部に通じている煙突は厚い格子ぶたで覆われていた。すべての兵士は眠る場所と腰かけを与えられた。一方、指揮官は椅子を与えられた。空間はほとんどなく、兵士1人あたり約1m2だった。つまり部屋一杯に詰め込まれていた。
今日なお残っているこのタイプの掩蔽壕の内部には、兵士に任務に備えさせるための掲示が掛けられている。例えば「敵が聴いているぞ!」(壁に耳あり)あるいは、「銃眼が開いている間は消灯せよ！」などである。

### アーヘン・ザール計画
この計画の下で構築された掩蔽壕は、リーメス計画のものに似ていた。107型は、厚さ3.5m以内のコンクリートの壁を持った機関銃用の砲郭(casemate)が2つになった。10型掩蔽壕との違いの一つは、この型では銃眼が掩蔽壕の正面には無く、側面にのみ有るということだった。銃眼は特別の場合に限って正面に設置され、その場合は重い金属扉で保護された。この計画は、当初リーメス計画の防御線の西にあったアーヘンおよびザールブリュッケンの町を含んでいた。

### 西部防空域
西部防空域（Luftverteidigungszone West あるいは LVZ West）は他の2つのラインと平行する東側に置かれ、主にコンクリートの対空砲塔から成った。これらの武器は、敵航空機により高く飛ぶことを強い、それによりより多くの燃料を消費し、航続距離を低下させるために設計された。これらの塔は近接戦闘に備えて、自衛のための掩蔽壕を持ち、兵員居住区画に加え、機関銃もしくは対戦車砲の配備が可能であった。

### ゲルデルン陣地
ゲルデルン陣地は、ジークフリート線をライン川のクレーヴェまで北方へ延長し、第二次世界大戦の開始以後に建設が始まった。（ジークフリート線は、もとは、フィーアゼン地区のブリュッゲン付近の北で終わっていた。）主な機能は固有の武装を持たないただの兵員居住区画だったが、コンクリートでできた非常に頑丈なもので、カモフラージュのため、しばしば農場の近くに建設された。

### 対戦車壕
対戦車壕もジークフリート線に沿って何マイルにも渡って建造された。その形から「龍の歯」あるいは「吹き出物」（ドイツ語では Höcker, 字義は「こぶ」）として知られていた。鉄筋コンクリートのこれらのブロックは単一の基礎上にいくつかの列をなして立っている。障壁には2つの典型的な種類がある。後方へ傾いた4つの歯を備えた1938型、および5つの歯を備えた1939型である。しかしながら、他の多くの不規則な歯並びのものも構築された。
地形が許せば、対戦車壕の代わりに水を満たした堀が掘られた。この種の防御の例はアーヘンの北のガイレンキルヒェンの近くにある。

### 構築の間の労働条件
先発工兵計画で建設された掩蔽壕は、ほとんどが個人企業によって構築されたのだったが、民間部門の力ではそれ以降の計画に必要な労働者の数を提供することができなかった。この不足分は、創立者フリッツ・トートにちなんで命名されたトート機関によって埋められた。この団体の支援により、大量の労働者（最大50万人を同時に動員できた）がジークフリート線で働いた。ドイツ中からの資材と労働者の輸送は、ドイツ国営鉄道によって管理された。同社は第一次世界大戦中にドイツの西部国境に敷設された高度に発達した戦略的線路を利用した。
建築現場での労働条件は非常に危険だった。例えば、重さ60トンにのぼる非常に重い装甲板を扱い組み立てるためにも、最も原始的な手段を使用しなければならなかった。建築現場や仕事の後の生活は単調で、多くの人々が音を上げて去った。

### 装甲と武器

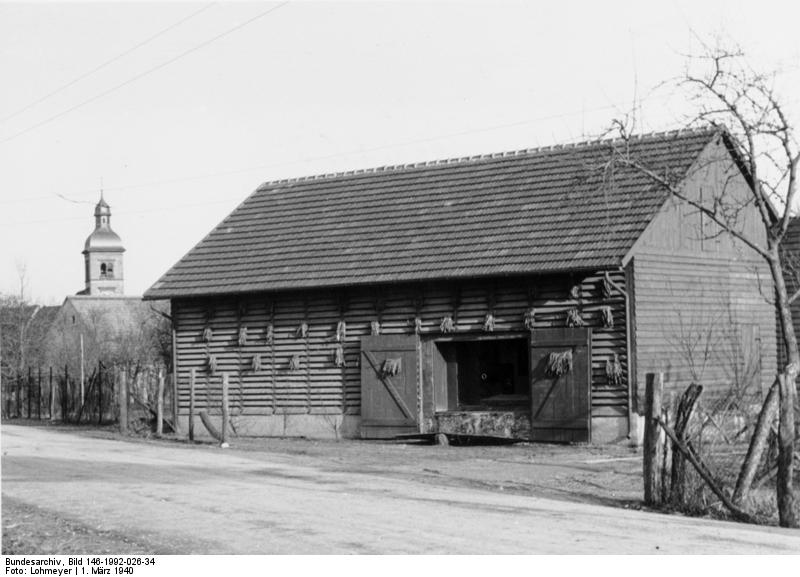

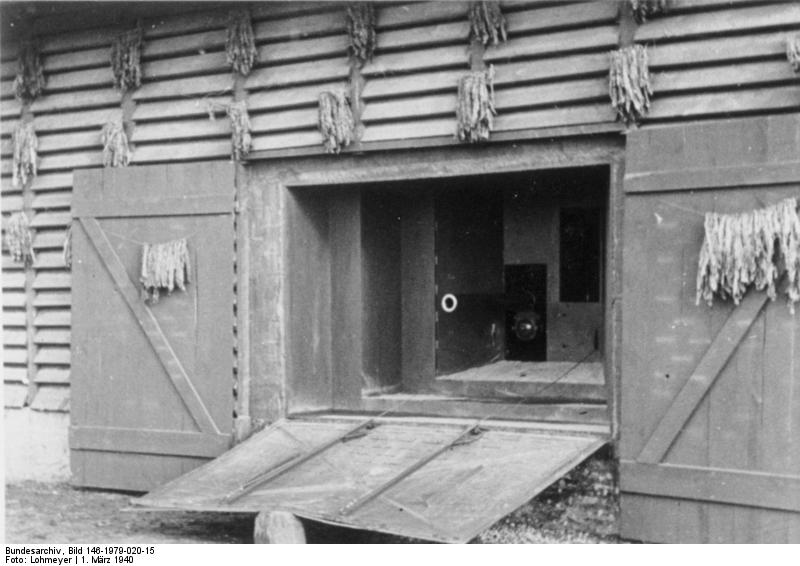
納屋に偽装された対戦車砲掩蔽壕

当時のドイツの工業力では、掩蔽壕に兵器を搭載し装甲を堅くするために必要な量の鋼鉄を供給することができなかったので、掩蔽壕は大した軍事的価値はなかった。装甲板の付いた区画は銃眼とそのシャッタ、および360度の防御用の装甲砲塔も含んでいた。ドイツは、装甲板（ほとんどニッケルおよびモリブデン）を製作するために必要な合金の供給は他の国々に依存していたので、装甲板は省略されるか、あるいは低品質の代用品で置き換えられた。この欠陥は公式写真でさえ見ることができた。
掩蔽壕には砲が取り付けられていたが、それらは戦争の最初の年に不適当であることが分かり、取り外された。既設の掩蔽壕の場合、有効な防御に必要な大口径の武器を設置できない場合もあった。

## 実戦

### 大戦初期
フランスがドイツに宣戦布告し、第二次大戦が始まってからも、ジークフリート線では大きな戦闘はなかった。双方ともに攻撃をしかけようとせず、安全な陣地にとどまったまま、いわゆる偽の戦争（Phony War）の状態で膠着した。ドイツによる対フランス軍事作戦が終了した後、運送可能な武器はすべてジークフリート線から取り除かれ、他の戦地に転用された。その結果、コンクリートの区画は放置され、防御に全く適さない状態になった。また、掩蔽壕は農機具置き場のような物置として利用された。

### 大戦末期
1944年6月6日のノルマンディーにおけるD-デイで、西部戦線の戦闘が再び始まり、新しい戦況が発生した。1944年8月24日、ヒトラーはジークフリート線の新たな建設の命令を発した。20,000人の強制労働者および国家労働奉仕団（Reichsarbeitsdienst, RAD）の隊員が、防御目的のためにジークフリート線の増築と補強に動員された。ほとんどが対戦車壕の構築にあたったが、人員不足のために地元住民も駆り出された。しかし連合軍の空襲などにより作業を妨害され、壁の増築はいずれも失敗に終わった。
装甲を貫通することができる高度に発展した新鋭の兵器に、もはや掩蔽壕が耐えられないことは、建設途中から明らかだった。実際のジークフリート線が復活されるのと同時に、小さなコンクリート製「トブルク」掩蔽壕（東リビアの海港トブルクにちなんで命名された）が、占領地域の境界に沿って構築された。これらの掩蔽壕はほとんど1人の兵士用の横穴だった。

### ジークフリート線上の衝突

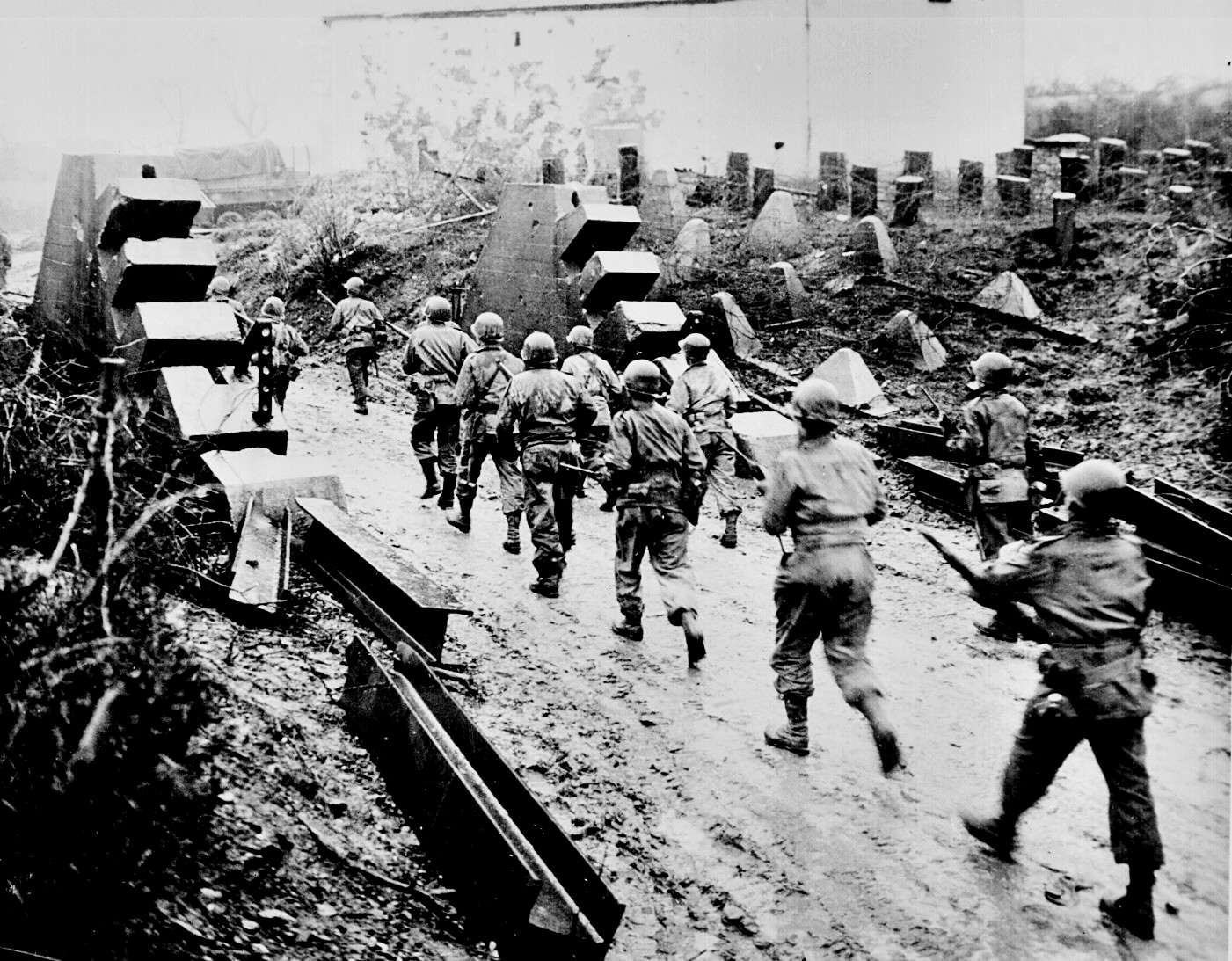
ジークフリート線を突破する米軍

1944年8月に、ジークフリート線での最初の戦闘が起こった。最も激しい戦闘が起こったのは、アーヘンの20km南東のアイフェルにあるヒュルトゲンヴァルト（ヒュルトゲンの森、de）地区であった。この混乱した、濃密な森林地帯での戦いは、10,000人を越える米兵が戦死した。一方、ドイツ側の死者数は正確には不明ながら、約12,000人だったと推定されている。
ヒュルトゲンの森の戦いの後、モンシャウとルクセンブルクの町エヒテルナッハの間、ヒュルトゲンヴァルトの南の地域から、バルジの戦いが始まった。この攻撃は戦争の趨勢を逆転させるためのドイツ軍による土壇場の試みだった。しかし、攻勢は失敗に終わり多くの人命を失った。
ジークフリート線の他の部分でも大きな衝突があった。ほとんどの掩蔽壕の兵士は、ドイツの軍法会議を恐れて投降を拒絶した。このため多くのドイツ兵が命を落とした。特に、グループ退避壕は敵の攻撃からの何の要害にもなっていなかった。
1945年春に、ザールおよびフンスリュックで最後のジークフリート線掩蔽壕が陥落した。

## プロパガンダの道具として

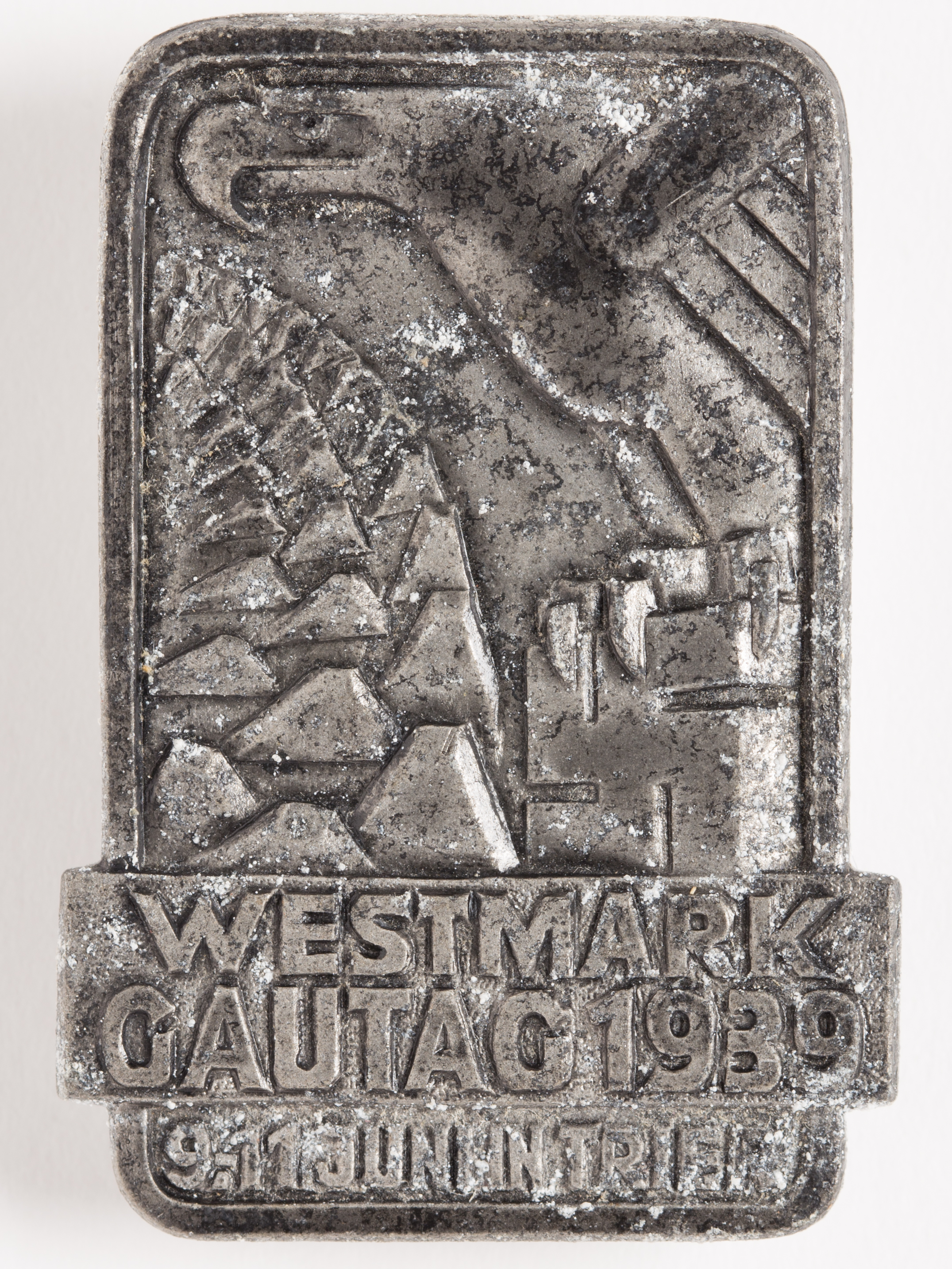
「龍の歯」が刻印されたヴェストマルク大管区大会記念章

ジークフリート線は、軍事的防御としてより、プロパガンダの道具としての価値の方がはるかに高かった。ドイツのプロパガンダは、国内および国外の両方で、ジークフリート線の建設中にこれを「不落の要塞」として繰り返し宣伝した。
ドイツ人にとっては、ジークフリート線の建造物は国家防衛の意思を代表したが、近隣の国々にとっては、それは恐ろしくまた同時に心強く見えた。この戦略はナチの視点から見て、第二次世界大戦の初めと終わりに、非常に成功したことが分かった。戦争の最初では、敵軍が自分の防御線の後ろから出てこなかったので、ドイツはチェコスロバキアとポーランドを攻撃することができた。また、戦争の終わりには、侵入する軍は、完成半ばの今や内部を空にされたジークフリート線で必要以上の時間を費やしたので、ドイツは東部戦線で軍事作戦を継続させることができた。この点で、ジークフリート線はさまざまな波及効果をもたらした、ナチのプロパガンダの最大の成功と見なすことができる。
ジークフリート線がその実際の弱さにもかかわらず、連合国に大きな障害と見なされていたことは、それに関する挑戦的な歌『僕たちはジークフリート線に洗濯物を干しに行く』があったという事実によっても示される。(英語で線(line)には物干し綱の意がある)
伝えられるところによれば、ジョージ・S・パットン将軍は、ジークフリート線について尋ねられた時、こう言った。「固定要塞は人類の愚かさの記念碑だ。」

## 戦後

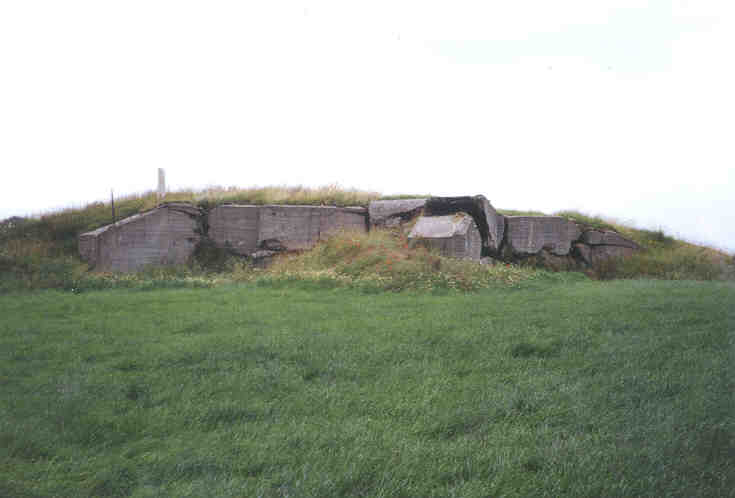
アーヘン近郊にある掩蔽壕の跡

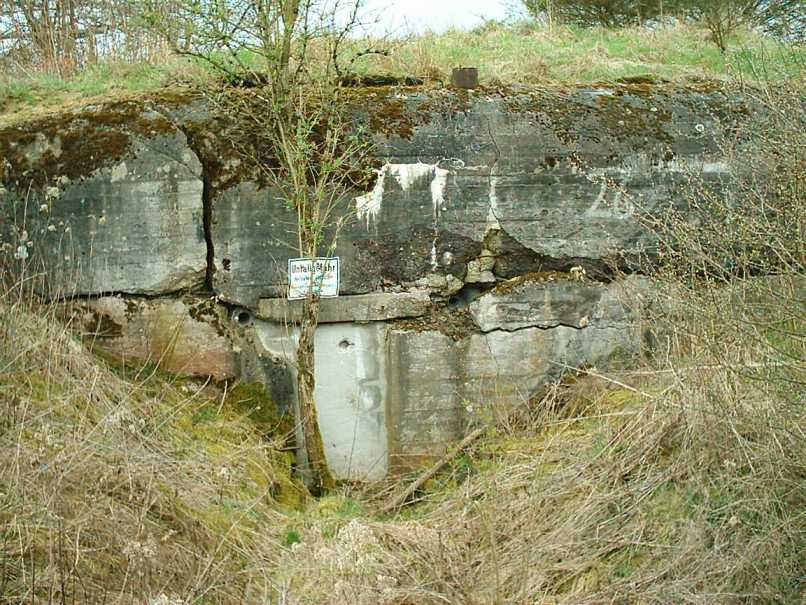
崩れかけた掩蔽壕

大戦後、ジークフリート線の大部分の区画が爆発物を使用して撤去された。地雷の撤去と同様、この作業でも多くの人命が失われた。

### 「記念物としての不愉快なもの」
ノルトライン＝ヴェストファーレン州では、約30の掩蔽壕がまだ無傷で残っているが、残りのほとんどは爆発物で撤去されたか、ほとんど土に埋もれている。一方、対戦車壕はまだ相当数が現存している。例えば、アイフェルでは、数キロメートル以上に渡って連なっており、大戦中にナチスがプロパガンダに用いた姿を今に伝えている。
1997年以来「記念物としての不愉快なものの意義」（Der Denkmalswert des Unerfreulichen）というモットーと共に、歴史的記念建造物としてジークフリート線の残存物に対し保存命令を出す努力が始められた。これは、ネオナチなどの急進的右翼団体がジークフリート線を宣伝に利用することを止めるために意図され、更に、ジークフリート線の不敗神話を消し去ることも狙っていた。それが記念物に指定され公開されれば、興味を持つ者は誰でも訪れて自分の目で判断することができるからというものである。
同時に、ジークフリート線の遺構を破壊するための国の資金が提供されていた。このため、ジークフリート線のどんな部分でも、例えば道路建設のためなどで撤去される際はいつでも、緊急の考古学的発掘調査が行われた。考古学の活動ではこれらの区画の破壊を止めることこそできなかったが、科学的な知見が深まりジークフリート線の構造の詳細が明らかになった。それらはナチス時代のドイツ軍によって建設されたものであってみれば、これらの軍事的建造物を（ローマの遺構と同じように）保存することが正当かという問題は、常に論争の的になっている。

### ジークフリート線での自然保護
ジークフリート線を保存すべきかの議論では、自然保護論者からも意見が出されている。ジークフリート線の遺構は、その長大な規模のおかげで、希少な動植物が避難、再生することができるような一続きのビオトープとして価値があると考えている。このコンクリート廃墟は農林業に転用されることがないので、この効果はより大きいのだという。